# Faisal bin Abdullah Al Saud

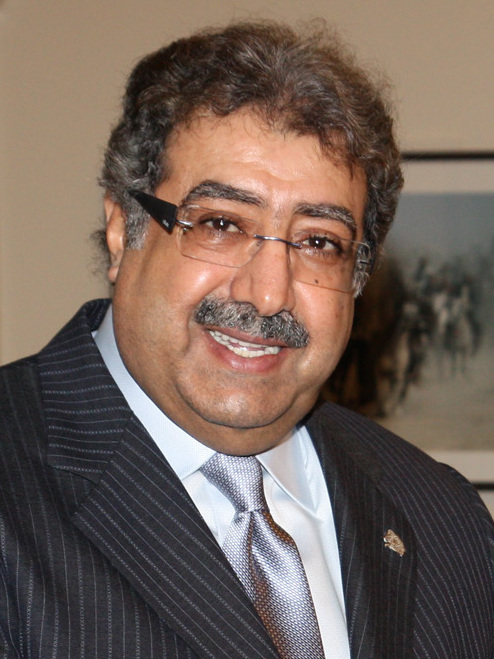
Faisal bin Abdullah Al Saud im Jahr 2011

Prinz Faisal bin Abdullah bin Mohammed bin Abdulaziz bin Saud Al Saud (arabisch فيصل بن عبدالله آل سعود, DMG Fayṣal bin ʿAbdullāh Āl Saʿūd; * 13. Mai 1950 in Riad) ist ein saudi-arabischer Politiker und Mitglied der Saudi-Dynastie. Von 2009 bis 2013 war er Bildungsminister Saudi-Arabiens.

## Leben
Faisal bin Abdullah Al Saud wurde 1950 geboren. Er ist mütterlicherseits ein Enkel Ibn Sauds. König Abdullah ist ein Vollbruder seiner Mutter. Sein Ururgroßvater väterlicherseits war der Emir Saud, ein Onkel Ibn Sauds.
Faisal erhielt im Jahr 1971 einen Bachelor in BWL vom Menlo College in Atherton, Kalifornien in den USA. Einen Master in Wirtschaftsingenieurwesen erhielt er im Jahr 1977 an der Stanford University in Stanford, Kalifornien.
Von 1971 bis 1973 arbeitete er im saudischen Handelsministerium. Im Jahr 1992 wurde er zum Unterstaatssekretär des Westsektors der saudischen Nationalgarde ernannt. Dieses Amt übte er bis 2003 aus. Von 2003 bis 2009 war Faisal stellvertretender Chef des Geheimdienstes. Von 2009 bis 2013 übte er das Amt des Bildungsministers aus. 2013 wurde er auf eigenen Wunsch aus diesem Amt entfernt.
Er erhielt im Jahr 2010 ein Ehrendoktorat von der University of Georgetown in Kentucky, USA.
Faisal stammt väterlicherseits nicht von König Abdulaziz ab und ist daher von der Thronfolge ausgeschlossen.

## Familie
Faisal ist mit seiner Cousine Adila bint Abdullah Al Saud, einer Tochter König Abdullahs, verheiratet. Er ist Vater der Söhne Mohammed und Salman sowie der Töchter Aya, Sama, Layan und Dana.
Zu seinen Hobbys gehören Fotografie, Tennis und Ski. Er ist ein Fan von Rallye und Reitsport.

## Sonstiges
Faisal ist Gründer und Präsident des saudischen Reitsportverbands sowie Mitglied des Internationalen Reitsportverbands. Er ist außerdem Vorsitzender des Kuratoriums des Reitsportfonds.